# هيال أبازيد
هيـال أبا زيد فنان تشكيلي سوري من مواليد درعا 1944.

## نشأته
حيث نشأ في كنف أسرة متواضعة وبسيطة وفي ظل بيئة فقيرة كان لها الأثر الواضح في تنمية موهبته، أقام الفنان هيال المعرض الأول والثاني له في المركز الثقافي بدرعا عامي 1961م و 1963م وعدة معارض مشتركة في ستنينات القرن الماضي.

## مناصبه
- مديراً لثانوية البنين بدرعا منذ العام 1974 ولغاية 1976

- موجهاً لمادة التربية الفنية حتى عام 1980.

- هو عضو اتحاد الفنانين التشكيليين في سوريا .

- عضو اتحاد الفنانين العرب .

- عضو شرف في جمعية الثقافة والفنون الجزائرية.

- رئيس مركز الفنون التشكيلية منذ عام 1980 لغاية تقاعده في 2004 .

عضو مجلس إدارة نقابة الفنون الجميلة بدمشق لدورتين متتاليتين منذ عام 1990 وحتى 1998.
رئيس فرع نقابة الفنون الجميلة بدرعا حتى عام 1996.

## أعماله ومعارضه الفنية
مشارك دائم في معظم معارض اتحاد الفنانين التشكيلين داخل وخارج سوريا، وأقام عدة معارض في عدة دول (لبنان- بلغاريا- السعودية- الجزائر- ألمانيا)، حصل على الكثير من الجوائز وبراءات التقدير والتكريم من قبل وزارة الثقافة، ترك إرثاً فنياً كبيراً من التصوير الزيتي والدراسات.

## قالو عنه
يقول الدكتور حيدر يازجي رئيس اتحاد الفنانين التشكيليين بسورية واصفاً الفنان الراحل: أخي هيال علمتني الحياة على عدم المساواة في رشف الدفء بطيئاً وأنت الدفء بذاته، بل أنت علوت نافذة الإبداع لأنك ميراث الزند الذي حمل فراسة وفرادة اللون غير الممروق والمبتل، فتحية لروح هيال مبدعاً، وتحية إكبار لروح هذا المبدع هيال.
ويقول السيد “أحمد خليل الحمادي” مدير الثقافة بدرعا: دمث الأخلاق، طيب المعشر، مرهف الإحساس، ذو فكر متوقد متعطش لكل ما هو جديد في ميدان الفن والثقافة والإبداع، جعل من نفسه مثقفاً من الطراز الراقي بجهده وعرقه وعمله الدؤوب، وصنع من موهبته فناناً عبقرياً بعد أن نهل من معين الكثير من الثقافات والفنون فتشكلت قاعدته الصلبة لبنائه الفني وإنتاجه الوفي.
وقد سمي معهد الفنون التشكيلية بدرعا باسم معهد الفنان هيال أبازيد.